# Сіве-палар-хуппак
Сіве-палар-хуппак (д/н — бл. 1745 до н. е.) — суккуль-мах (верховний володар) Еламу близько 1768—1745 роках до н. е.

## Життєпис
Походив з династії Епартідів (Суккуль-махів). Небіж Ширукдухи I, який десь у 1790-х роках до н. е. призначив Сіве-палар-хуппака суккалем Суз. 1772 року до н. е. новий суккуль-мах Шимут-варташ призначив його суккалем Еламу і Симашкі (офіційним спадкоємцем). 1768 року до н. е. спадкував трон Еламу. Невдовзі призначив брата Кудузулуша суккалем Еламу і Симашкі, а небожа — Шуллім-кутура — суккалем Суз.
Більшість відомостей про панування Сіве-палар-хуппака міститься в написі на глиняній табличці з Аншану, що є єдиним документом еламською мовою з початку існування державності до 1250 року до н. е.
Невдовзі вирішив втрутитися в боротьбу в Месопотамії, де точилася боротьба між Вавилоном, Марі і Ешнунною. 1765 року до н. е. Сіве-палар-хуппак виступив проти ешнуннського лугаля Ібал-пі'ела II. До суккуль-маха доєднався вавилонський цар Хаммурапі, ашшурський цар Ішме-Даган I, і маріський цар Зімрі-Лім. В результаті Ібал-пі'ел II зазнав нищівної поразки і загинув, а його столицю захопили еламіти. Деякі міста підкореної Ешнунни суккуль-мах передав союзникам, але більшість залишив собі. В результаті став одним з могутніших володарів Міжріччя.
Того ж року почав війну проти Вавилона, захопивши місто Манкісум та взявши в облогу місто Упі. Спроба Хаммурапі отримати допомогу від Рім-Сіна, лугаля Ларси, виявилася невдалою. У відповідь суккаль-мах спровокувавповстання племені мутіябал навколо міста Казаллу, населення якого невдовзі перейшло на бік Сіве-палар-хуппака. За цим впало місто Упі, а еламіти рушили на Вавилон.
Водночас інша еламська армія на чолі з Куннамом зайняла долину річки хабур на півночі Месопотамії, затим завдала поразки царю Ішме-Дагану I, захопивши послідовно міста Екаллатум і Шубат-Енліль, встановивши цим владу на північному сході регіону. На бік суккуль-маха перейшов Атамрум, лугаль міста-держави Андаріг. Це спричинило протистояння з царством Марі, який зумів захистити власні володіння. Наслідком цього стало утворення антиеламітської коаліції з Вавилону, Ямхаду і Марі.
Попри складності війська, надіслані Сіве-палар-хуппака, розширили владу в горах Синджар, встановивши зверхність над містом-державою Курда. Війська еламітів і Андаріга сплюндрували область Субартум на північному заході Месопотамії.
Разом з тим на шляху до Вавилону армія на чолі із Сіве-палар-хуппак затрималася біля міста Харітум, який він не зміг захопити. Це дозволило його ворогам об'єднати свої війська. В цій ситуації суккаль-мах спробував захопити Марі, але в битві біля міста Шітуллум не зміг перемогти супротивників. Хоча жодна зі сторін не здобула перемоги, втім втрати та перебування на ворожій землі, а також зрада лугаля Атамрума змусили Сіве-палар-хуппака відступити до Ешнунни. Невдовзі зібравши скарби та худобу, він повернувся до Еламу.
У 1762 році до н. е. доєднався до антивавилонської коаліції, викликаною захопленням Хаммурапі царства Ларса. До неї увійшли держави Ешнунна, Марі, Ашшур, Курда. Втім брак спільного плану та дій спричинили швидкий розпад її. Згодом зберігав мирні відносини з Вавилоном, який до 1759 року підкорив усе Міжріччя.
Після смерті близько 1750 року до н. е. хаммурапі став підтримувати повстання й заколоти в Шумері проти вавилонського царя Самсу-ілуни. Помер Сіве-палар-хуппак близько 1745 року до н. е. Йому спадкував брат Кудузулуш I.